# Gerda van Wageningen
Gerda van Wageningen (Zwijndrecht, 4 oktober 1946) is een Nederlandse schrijfster van romantische en historische romans. Gerda woont al ruim 35 jaar in de Hoeksche Waard en werd in 2005 benoemd tot ridder in de Orde van Oranje-Nassau. Ze schreef in haar carrière meer dan 130 boeken en verkocht ruim 2,5 miljoen exemplaren.

### Vuurtoren Trilogie
- Duinvallei (2020) [kort verhaal]
- De dochter van de Lichtwachter (2020)
- Verduisterd licht (2021)

### Bakkers Trilogie
- Bakkersliefde (2018)
- Zussenliefde (2019)
- Onvoorwaardelijke liefde (2019)

### Schouwen Trilogie Dostie
- Dostie (2016)
- Rumoer op Dostie (2017)
- Water rond Dostie (2017)

### Dokter Trilogie
- Daar komt de dokter (1994)
- De dokter verliefd (1995)
- De dokter zegt het (1997)

### Familie Viergever
- Na regen komt zonneschijn (1983)
- De zon blijft altijd schijnen (1984)
- Wuivende halmen (1985)

### Rederskronieken
- Met de wind in de zeilen (2012)
- Als het tij keert (2012)
- Na eb komt de vloed (2012)
- Anker der hoop (2012)

### De Iepenhof
- Een bruid voor de Iepenhof (1988)
- Samen staan we sterk (1999)

### Het ruisende graan
- Gebonden schoven (1985)
- De laatste strohalm (1986)
- Als het koren is gerijpt (1986)
- Grazige weiden, vruchtbaar land (1987)

### Vervolgdelen 2
- Tussen het onkruid bloeit de liefde (1981)
- Oogst van geluk (1983)

### Familie Trilogie
- Wat een familie! (2005)
- Tante Tara (2007)
- Lieve kinderen (2007)

### Haamstede Trilogie
- De gouden ketting (2004)
- Josephine (2004)
- De erfgenaam (2005)

### Hanna Trilogie
- Hanna uit de gorzen (2001)
- De visserszoon (2002)
- Hoeve Het Paradijs (2003)

### Idylle aan het water
- Altijd leeft de rivier (1995)
- Woelige wateren (1996)
- Bij storm en ontij (1997)

### Moerland Trilogie
- Het Huis Moerland (2002)
- Zomer op Moerland (2003)
- Terug naar Moerland (2004)

### Rijnschippers Drieluik
- Goede vaart (2006)
- Voorbij de horizon (2007)
- Vertrouwde haven (2007)

### Rosegaert Trilogie
- Rosegaert (1988)
- De rode freule van Rosegaert (1989)
- Romance op Rosegaert (1990)

### Zuster Anne Trilogie
- Pleegzuster Anne (1994)
- Geen roos zonder doornen (1996)
- Als de rozen in bloei staan (1996)

### Vlas trilogie
- Hoeve Sofie (2015)
- De vlasfabriek (2015)
- Bloeiend vlas (2016)

### Omnibussen
- Als dat geen liefde is (2004), bevat Tussen het onkruid bloeit de liefde en Oogst van geluk
- Als je geluk treft (2003), bevat Door Liefde verbonden, Je weet toch waarom en Nu begint de lente
- Als jij mijn hand vasthoudt (1999), bevat Pleegzuster Anne, Geen roos zonder doornen en Als de rozen in bloei staan
- Beloof mij liefde (1993), bevat Het ware geluk, Je weet toch waarom en Als ik jou niet had
- De Iepenhof Omnibus (2004), bevat Een bruid voor de Iepenhof en Samen staan we sterk
- De stormvogel (1996), bevat Met de wind in de zeilen en Als het tij keert
- Dicht bij elkaar (2001), bevat Alleen de liefde telt en Paars bloeit de heide
- Doktersromance (2001), bevat Daar komt de dokter, De dokter verliefd en De dokter zegt het
- Een mand vol bloemen (1995), bevat Liefde zoekt altijd een weg, Tussen het onkruid bloeit de liefde en Door liefde verbonden
- Geel staat het koren (1985), bevat Gebonden schoven, De laatste strohalm en Als het koren is gerijpt
- Geluk in veelvoud (1996) bevat Het warme vuur van het geluk, Morgen komt het geluk en Nu begint de lente
- Geluk kent geen grenzen (1996), bevat Rijpend geluk en Liefde moet groeien
- Haamstede Trilogie (2007), bevat De gouden ketting, Josephine en De erfgenaam
- Hanna Trilogie (2006), bevat Hanna uit de gorzen, De visserszoon en Hoeve Het Paradijs
- Hart voor anker (2002), bevat Met de wind in de zeilen en Als het tij keert
- Het hart heeft zijn redenen (1993), bevat Waarheen de weg mij voert en Koren en kaf
- Het ruisende graan, deel 1 (1985), bevat Gebonden schoven en De laatste strohalm
- Het ruisende graan, deel 2 (1986), bevat Als het koren is gerijpt en Grazige weiden, vruchtbaar land
- Idylle aan het water (2000), bevat Altijd leeft de rivier, Woelige wateren en Bij storm en ontij
- In liefde gelukkig (1997), bevat Geluk in etappes, Liefdesbloesem en Erfenis van de liefde
- Korenhalmen in de wind (1992), bevat Na regen komt zonneschijn, De zon blijft altijd schijnen en Wuivende halmen
- Met heel mijn hart (2000), bevat Waarheen de weg mij voert, Koren en kaf en Melodie in de wind
- Morgendauw (2002), bevat De korenmaat en Licht in de nacht
- Omnibus (1992), bevat Rijpend geluk en Liefde moet groeien
- Onstuimige wateren (2002), bevat Na eb komt vloed en Anker der hoop
- Rosegaert Trilogie (1998), bevat Rosegaert, De rode freule van Rosegaert en Romance op Rosegaert
- Ruisend graan (2010), bevat Gebonden schoven, De laatste strohalm, Als het koren is gerijpt en Grazige weiden, vruchtbaar land
- Venster naar geluk (1999), bevat Beproefd geluk, Venster op morgen en Zoeken naar geluk
- Weerzien met jou (2005), bevat Een handvol zwarte stenen, Er is een keuze en Als jij op me wacht
- Wegen van weleer (1994), bevat Laat je door niets verontrusten, Tweestrijd, De dame in de crinoline en Toen de dijken braken
- Zomerromance (1994), bevat Erfenis van de liefde, Het warme vuur van het geluk en Morgen komt het geluk

- Gemeinsame Normdatei: 1022197185
- International Standard Name Identifier: 0000 0000 6559 5093
- Library of Congress Control Number: no89009388
- Nationale Bibliotheek van Israël: 987007270550805171
- Nederlandse Thesaurus van Auteursnamen: 074102400
- LIBRIS: 355080
- Virtual International Authority File: 260032703
- WorldCat: E39PBJkxH6PFk4FYB9m4qYhyh3